# Varlam Liparteliani
Varlam Liparteliani (en georgiano: ვარლამ ლიპარტელიანი, Mtsjeta, 27 de febrero de 1989) es un deportista georgiano que compite en judo.
Participó en tres Juegos Olímpicos de Verano, entre los años 2012 y 2020, obteniendo una medalla de plata en Río de Janeiro 2016, en la categoría de –90 kg. En los Juegos Europeos consiguió tres medallas de plata, dos en Bakú 2015 (–90 kg y equipo) y una en Minsk 2019 (–100 kg).
Ganó seis medallas en el Campeonato Mundial de Judo entre los años 2013 y 2021, y diez medallas en el Campeonato Europeo de Judo entre los años 2009 y 2021.

## Palmarés internacional
| Juegos Olímpicos   | Juegos Olímpicos        | Juegos Olímpicos  | Juegos Olímpicos |
| Año                | Lugar                   | Medalla           | Categoría        |
| ------------------ | ----------------------- | ----------------- | ---------------- |
| 2016               | Río de Janeiro (Brasil) | Medalla de plata  | –90 kg           |
| Campeonato Mundial |                         |                   |                  |
| Año                | Lugar                   | Medalla           | Categoría        |
| 2013               | Río de Janeiro (Brasil) | Medalla de plata  | –90 kg           |
| 2014               | Cheliábinsk (Rusia)     | Medalla de bronce | –90 kg           |
| 2015               | Astaná (Kazajistán)     | Medalla de bronce | –90 kg           |
| 2017               | Budapest (Hungría)      | Medalla de plata  | –100 kg          |
| 2018               | Bakú (Azerbaiyán)       | Medalla de plata  | –100 kg          |
| 2021               | Budapest (Hungría)      | Medalla de bronce | –100 kg          |
| Juegos Europeos    |                         |                   |                  |
| Año                | Lugar                   | Medalla           | Categoría        |
| 2015               | Bakú (Azerbaiyán)       | Medalla de plata  | –90 kg           |
| 2015               | Bakú (Azerbaiyán)       | Medalla de plata  | Equipo           |
| 2019               | Minsk (Bielorrusia)     | Medalla de plata  | –100 kg          |
| Campeonato Europeo |                         |                   |                  |
| Año                | Lugar                   | Medalla           | Categoría        |
| 2009               | Tiflis (Georgia)        | Medalla de plata  | –90 kg           |
| 2010               | Viena (Austria)         | Medalla de plata  | –90 kg           |
| 2011               | Estambul (Turquía)      | Medalla de bronce | –90 kg           |
| 2012               | Cheliábinsk (Rusia)     | Medalla de oro    | –90 kg           |
| 2013               | Budapest (Hungría)      | Medalla de plata  | –90 kg           |
| 2014               | Montpellier (Francia)   | Medalla de oro    | –90 kg           |
| 2015               | Bakú (Azerbaiyán)       | Medalla de plata  | –90 kg           |
| 2016               | Kazán (Rusia)           | Medalla de oro    | –90 kg           |
| 2019               | Minsk (Bielorrusia)     | Medalla de plata  | –100 kg          |
| 2021               | Lisboa (Portugal)       | Medalla de plata  | –100 kg          |